# Trinidad e Tobago nos Jogos Pan-Americanos de 2011
Trinidad e Tobago competiu nos Jogos Pan-Americanos de 2011 em Guadalajara, México.

## Medalhas

### Prata
Tiro Esportivo - Pistola de ar 10 m. masculino
- Roger Daniel

Atletismo - Arremesso de peso feminino
- Cleopatra Borel

### Bronze
Ciclismo - Velocidade Individual masculino
- Njisane Philip

Atletismo - 100 m. rasos masculino
- Emmanuel Callender